# Длинный лучевой разгибатель запястья
Длинный лучевой разгибатель запястья (лат. Musculus extensor carpi radialis longus) — мышца предплечья латеральной группы.
Веретенообразная мышца с узким сухожилием, которое по длине значительно превышает брюшко. В верхней части она несколько прикрыта плечелучевой мышцей, в дистальном отделе сухожилие мышцы косо, сверху вниз пересекается длинной и короткой мышцами, отводящими большой палец кисти. Начинается под латеральным надмыщелком плечевой кости и латеральной межмышечной перегородкой плеча, затем направляется вниз и переходит в сухожилие, которое, пройдя под удерживателем разгибателей, прикрепляется к основанию тыльной поверхности II пястной кости.

## Функция
Производит разгибание кисти, а также отведение её в лучевую сторону. Отведение мышцы осуществляет совместно с лучевым сгибателем запястья.